# Su Burcu Yazgı Coşkun
Su Burcu Yazgı Coşkun  (Istanbul, 15 aprile 2005) è un'attrice turca.

## Biografia
Nata nel 2005 a Istanbul (Turchia) da una famiglia di origine albanese da parte di madre e di Adalia da parte di padre, Su Burcu Yazgı Coşkun nel 2011 ha mosso i suoi primi passi nel mondo della recitazione. Dopo aver completato l'istruzione primaria e secondaria, ha deciso di iscriversi presso il dipartimento teatrale della scuola superiore di belle arti di Beyoğlu.
Nel 2011 ha fatto la sua prima apparizione sul piccolo schermo con il ruolo di Dilşad nella serie Farklı Boyut. L'anno successivo, nel 2012, ha fatto il suo esordio al cinema con il ruolo di Burcu nel film Dabbe 3: Bir Cin Vakası diretto da Hasan Karacadağ. Dal 2012 al 2014 ha fatto parte del cast della serie Karadayı, nel ruolo di Neşe. Nel 2013 e nel 2014 ha ottenuto il ruolo di Zeynep Gündoğdu nella serie Sana Bir Sır Vereceğim. Nel 2014 ha vestito i panni di Genç Aslıhan nella serie Günahkâr, mentre nel 2015 e nel 2016 ha vestito quelli di Elif Su Günay nella serie Aşk Yeniden. Nel 2017 ha recitato nelle serie Kadın (nel ruolo di Bahar da giovane) e Kara Yazı (nel ruolo di Songül Uluçınar).
Nel 2017 e nel 2018 è stata scritturata per interpretare il ruolo di Ceylan nella serie Bizim Hikaye. Nel 2018 ha preso parte al cast del film Bizi Hatırla diretto da Çağan Irmak, nel ruolo di İrem. L'anno successivo, nel 2019, ha ricoperto il ruolo di Naz nella serie Kuzgun, seguita nel 2020 dal ruolo di Güler nella serie Kırmızı Oda. Dal 2021 al 2024 è stata scelta per interpretare il ruolo di Asiye Eren nella serie Kardeşlerim. Nel 2024 e nel 2025 ha accettato di interpretare il ruolo principale di Canfeza Kilimci nella serie Bir Gece Masalı, accanto all'attore Burak Deniz.

## Filmografia

### Cinema
- Dabbe 3: Bir Cin Vakası, regia di Hasan Karacadağ (2012)
- Bizi Hatırla, regia di Çağan Irmak (2018)
- Beni Çok Sev, regia di Mehmet Ada Öztekin (2021)

### Televisione
- Farklı Boyut – serie TV (Samanyolu TV, 2011)
- Kalbim Dört Mevsim – serie TV, 1 episodio (Star TV, 2012)
- Küçük Kalpler: Kalbin Dili, regia di Taner Tunç – film TV (Kanal 7, 2012)
- Karadayı – serie TV, 5 episodi (ATV, 2012-2014)
- Sen Üzülme, regia di Zeynep Tor – film TV (Kanal 7, 2013)
- Sana Bir Sır Vereceğim – serie TV, 23 episodi (Fox, 2013-2014)
- Günahkâr – serie TV, 3 episodi (Fox, 2014)
- Aşk Yeniden – serie TV, 59 episodi (Fox, 2015-2016)
- La forza di una donna (Kadın) – serie TV, 2 episodi (Fox, 2017)
- Kara Yazı – serie TV, 6 episodi (Kanal D, 2017)
- Bizim Hikaye – serie TV, 26 episodi (Fox, 2017-2018)
- Kuzgun – serie TV, 18 episodi (Star TV, 2019)
- Kırmızı Oda – serie TV, 4 episodi (TV8, 2020)
- Kardeşlerim – serie TV, 117 episodi (ATV, 2021-2024)
- Bir Gece Masalı – serie TV (ATV, 2024-2025)

## Riconoscimenti
- Dizilah Güzel Awards
  - 2022: Candidata come Miglior attrice per la serie Kardeşlerim
  - 2022: Candidata come Miglior coppia in una serie televisiva con Onur Seyit Yaran per Kardeşlerim
- Güzel Awards
  - 2021: Vincitrice come Stella nascente
- Harper's BAZAAR Women of the Year
  - 2024: Vincitrice come Stella nascente dell'anno per la serie Bir Gece Masalı[27]
- Öğrencilere Sorduk Projesi Awards
  - 2021: Vincitrice come Miglior coppia rivoluzionaria in una serie televisiva con Onur Seyit Yaran per Kardeşlerim
- Pantene Golden Butterfly Awards
  - 2021: Candidata come Miglior attrice per la serie Kardeşlerim
  - 2021: Candidata come Miglior coppia televisiva con Onur Seyit Yaran per la serie Kardeşlerim
  - 2022: Vincitrice come Stella nascente[28]
  - 2022: Candidata come Miglior attrice per la serie Kardeşlerim
  - 2022: Candidata come Miglior coppia televisiva con Onur Seyit Yaran per la serie Kardeşlerim
  - 2023: Candidata come Miglior attrice per la serie Kardeşlerim
  - 2024: Candidata come Miglior attrice per la serie Bir Gece Masalı
- Premi dell'agenda televisiva
  - 2021: Candidata come Miglior attrice della stagione per la serie Kardeşlerim
  - 2021: Candidata come Miglior coppia in una serie televisiva con Onur Seyit Yaran per Kardeşlerim
- Premio dell'Università di Haliç
  - 2022: Candidata come Attrice emergente dell'anno per la serie Kardeşlerim
  - 2022: Candidata come Miglior coppia dell'anno in una serie televisiva con Onur Seyit Yaran per Kardeşlerim
- Premio dell'Università di Istanbul
  - 2021: Vincitrice come Attrice emergente dell'anno per la serie Kardeşlerim
- Premio dell'Università di Okan
  - 2022: Candidata come Miglior coppia in una serie televisiva con Onur Seyit Yaran per Kardeşlerim
- Turkey Youth Awards
  - 2023: Candidata come Miglior attrice televisiva per la serie Kardeşlerim
  - 2023: Candidata come Miglior coppia televisiva con Onur Seyit Yaran per la serie Kardeşlerim
- Kızlar Soruyor Yılın Enleri Awards
  - 2022: Vincitrice come Attrice rivoluzionaria dell'anno per la serie Kardeşlerim
  - 2022: Vincitrice come Miglior coppia dell'anno in una serie televisiva con Onur Seyit Yaran per Kardeşlerim